# Альраїд
Громадська спілка «Всеукраїнська асоціація «Альраід» — перше в Україні об'єднання мусульманських громадських організацій.
Громадська спілка «Всеукраїнська асоціація "Альраід" — неприбуткова організація, що займається переважно культурно-просвітницькою та доброчинною діяльністю, надаючи допомогу громадянам України, незалежно від їхньої національності та віросповідання.

## Назва
«Альраід» (араб. الرائد) — піонер, передовий, той, що йде спереду, лідер.
В 1997 році організація була зареєстрована під назвою «Арраід», що є більш правильною транскрипцією з арабської мови відповідно до правила перетворення артикля «Аль» в залежності від того, чи є наступна літера «сонячною». У випадку з Альраід «Аль» виголошується як «Ар», тому що наступною після нього стоїть літера «р», яка вважається сонячною. Проте, під час перереєстрації організації у 2008 році, яка була пов'язана зі зміненням статусу з міжобласної до всеукраїнської, згідно з юридичними вимогами слід було обрати унікальну назву. Щоб не втратити при цьому зв'язок з власною історією та зберегти бренд, було прийняте рішення про те, щоб транслювати слово буквально, тобто лишаючи артикль «Аль» без перетворення.

## Історія
За даними офіційного сайту, асоціацію створили 1997 року закордонні студенти-віряни з ісламських країн, різних національностей. В перший рік свого існування, це було об'єднання чотирьох громадських організацій. Спочатку асоціація діяла як міжобласна, а 2008 року, після перереєстрації, змінила статус на всеукраїнську. Станом на 2011 рік Асоціація «Альраід» об'єднувала 20 регіональних громадських організацій. 5 грудня 2016 року уповноважений представник підписав Хартію мусульман України

### Керівництво
В різні роки асоціацію очолювали:
| Роки      | Ім'я голови асоціації | Голова ревізійної комісії |
| --------- | --------------------- | ------------------------- |
| 1997-1999 | Муаз Абу Обейда       |                           |
| 2000-2005 | Фарук Ашур            |                           |
| 2005-2012 | Ісмаїл Кади           |                           |
| 2012-2016 | Бассил Марееі         | Сейран Аріфов             |
| 2016-досі | Сейран Аріфов         | Ісмаїл Кади               |

## Мета та завдання
- ознайомлення з ісламською та арабською культурою;
- зміцнення дружби та взаємин між громадянами різних національностей;
- моральне, духовне й культурне виховання молоді;
- сприяння розвиткові наукових, культурних і спортивних зв'язків із громадськими організаціями й громадянами;
- допомога студентам у вирішенні їхніх проблем та адаптації іноземців в українському суспільстві.

## Структура
Для ефективної діяльності Асоціації працюють 8 відділів, кожен з яких виконує певні завдання, поставлені Радою ВАГО «Альраід»:
1. Генеральний секретаріат;
2. Інформаційний відділ;
3. Відділ зі зв'язків з громадськістю та ЗМІ;
4. Видавничий відділ;
5. Культурний відділ;
6. Відділ з питань сім'ї, жінок та дітей;
7. Відділ з ознайомлення з ісламською культурою;
8. Відділ зовнішніх відносин та проектування.

### Філії
Згідно з даними офіційного сайту, організація об'єднує в своєму складі 8 ісламських культурних центрів, Кримське та Донбаське відділення, а також низку інших організацій, зокрема:
1. Ісламський культурний центр (Київ)
2. Ісламський культурний центр м. Вінниця
3. Ісламський культурний центр м. Запоріжжя
4. Ісламський культурний центр м. Харків
5. Ісламський культурний центр м. Одеса
6. Ісламський культурний центр імені Мухаммада Асада, м. Львів
7. Ісламський культурний центр м. Дніпро
8. Ісламський культурний центр м. Суми
9. Ісламський культурний центр «Буковина» м. Чернівці

Центри мають молитовні зали, конференц-зали, інтернет-клуби, тренажерні зали та спортивні майданчики. Тут працюють бібліотеки, де кожен охочий може взяти книги про Іслам і культуру країн мусульманського Сходу. Для тих, хто цікавиться арабською мовою та ісламською культурою, функціюють недільні школи.
У будівлі Ісламського культурного центру міста Київ розташований головний офіс «Альраіду». В ісламських культурних центрах діють регіональні громадські організації, що входять до складу ВАГО «Альраід» — вони організують різноманітні заходи для чоловіків, жінок, підлітків і дітей.
Кількість членів осередків Асоціації різниться за регіонами й часом. Це волонтери, різні за фахом, громадянством, віком (але переважно молодь). Серед членів можна знайти представників різних національностей і культур — їх об'єднують спільні інтереси й віра в єдиного Бога.

## Діяльність
Основна діяльність Асоціації полягає насамперед у донесенні до українців правдивої інформації про іслам, здійснення міжкультурного й міжрелігійного діалогу та підвищення освіченості мусульман України.
- Культурно-просвітницька (діяльність ісламських громадських культурних центрів, різноманітні за тематикою заходи, відео-, аудіо-, електронна та друкована продукція)
- діалог релігій і культур (зведення мостів порозуміння та взаємоіснування, толерантності)
- виховна (пропаганда загальнолюдських цінностей, добра й милосердя, гуманізму та справедливості, здорового способу життя, виховання повноцінної особистості, активного члена суспільства)
- доброчинна (доброчинні проекти й акції, опікування сиротами, надання соціальної допомоги нужденним)

### Просвітницька
У багатьох регіонах України при місцевих організаціях «Альраід» діють недільні школи з вивчення арабської мови та ознайомлення з ісламською культурою. На безкоштовних курсах викладають носії арабської мови, й студенти мають можливість живого спілкування. Спеціально розроблена методика спирається на аудіо-, відео- та друкований дидактичний матеріал. Учнями школи можуть стати всі охочі незалежно від віку, релігії чи національності.
Гості численних заходів «Альраіду» в ісламських центрах — лідери регіональних мусульманських громад України й інших країн СНД, представники дипломатичних місій країн ісламського Сходу, Європи, Росії та США, представники політичної, наукової та культурної еліти нашої країни, студенти факультетів релігієзнавства, сходознавства, арабістики й вірні різних конфесій. Це все свідчить про взаємне визнання важливої ролі, що відіграють центри в культурному діалозі між Заходом і Сходом.

#### Інформаційно-видавнича діяльність
Згідно з даними офіційного сайту Асоціації, для сприяння конструктивному діалогу та співпраці представників різних релігій і національностей, ними організовано друковані та електронні видання, серед яких є дитяча література, література для жінок, а також інформаційні портали на кшталт «Іслам для всіх»  та «Іслам в Україні» . Деякі друковані видання доступні також і в електроному вигляді. Книжки — на сайті «Іслам для всіх». Також постійно виходить газета «Арраід» російською мовою (всі випуски доступні онлайн)

### Доброчинність
Завдяки фінансовій допомозі «Альраіда» було пробурено й облаштовано 400 артезіанських свердловин і резервуарів, що забезпечили питною водою значну кількість районів степового Криму.
«Альраід» опікується майже 1500 дітьми-сиротами, що мають як матеріальну, так і моральну підтримку.
проект «Швацька машинка». Понад 15 самотніх матерів уже отримали машинки.
«Альраід» успішно реалізує в Криму проект спорудження теплиць. Уже понад 150 малозабезпечених родин спромоглися зміцнити своє матеріальне становище, розпочавши власну справу.
Асоціація допомагає мусульманам України в будівництві та ремонті мечетей і молитовних приміщень. За сприяння «Альраіду» побудовано й відреставровано понад 80 мечетей. Зокрема збудовано Луганську соборну мечеть, Костянтинівську мечеть, мечеть в селах Охотникове, Красносільське АР Крим.

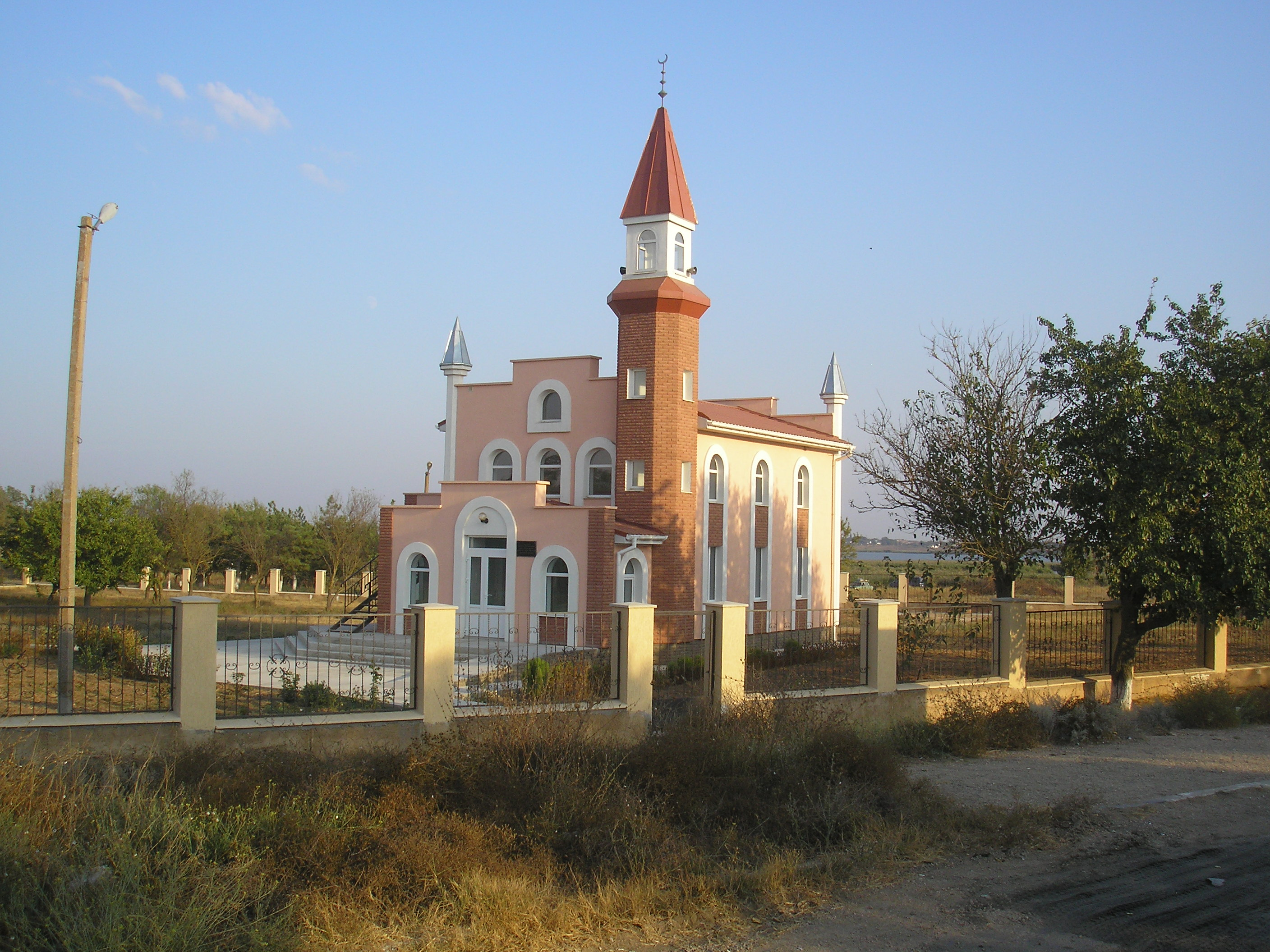
Джага-Кушчу Джамісі, село Охотникове. Мечеть збудована за підтримки «Альраїд»

«Альраід» спільно з Асоціацією кримськотатарських педагогів та Ісламським банком розвитку завершила реконструкцію 9 національних шкіл із 15 на півострові. Крім ремонту шкіл, виділено кошти на придбання підручників і комп'ютерів, нових меблів і обладнання.

### Міжнародна співпраця
Асоціація «Альраід» — член Федерації ісламських організацій Європи (FIOE), Форуму європейських мусульманських молодіжних і студентських організацій (FEMYSO), Міжнародного ісламського форуму студентських організацій (IIFSO).
Асоціація бере активну участь у заходах, що сприяють зміцненню миру й злагоди не тільки в Україні, але й на міжнародній арені — це різноманітні семінари, круглі столи та конференції, організовані Радою Європи, ОБСЄ, ОІК, FEMYSO та іншими організаціями різних країн світу.
Ісламські культурні центри відвідують науковці та громадські діячі з Європи та ісламського Сходу, провідні спеціалісти в галузі шаріатських наук. 2009 року в Україні побували президент FIOE Шакіб Бенмахлюф та відомий ісламський учений, член Європейської Ради з фатв і досліджень Джамаль Бадаві з низкою лекцій про гендерні проблеми й відносини європейських мусульман із представниками інших релігій.

## Нагороди та визнання
У 2010 році Всеукраїнська асоціація «Альраід» стала лауреатом міжнародного проекту «Надбання» в номінації «Громадська діяльність» — за значний внесок у зміцнення миру й злагоди в Україні, поширення загальнолюдських цінностей добра й милосердя, гуманізму, толерантності та справедливості, пропаганду здорового способу життя та виховання повноцінної особистості[джерело?].

## Додатково

### Офіційні заяви
1. З Днем Соборності, дорогі співвітчизники!. www.arraid.org. ВАГО «Альраід». 22.01.2015. Архів оригіналу за 15 лютого 2015. Процитовано 15 лютого 2015 р.
2. Напад на Charlie Hebdo — удар, спрямований на мусульман Європи. www.arraid.org. ВАГО «Альраід». 08.01.2015. Архів оригіналу за 15 лютого 2015. Процитовано 15 лютого 2015 р.
3. ВАГО «Альраід»: «Гасла і заклики ІГІЛ — усього лише безсоромна і безпринципна пропаганда». www.arraid.org. ВАГО «Альраід». 25.12.2014. Архів оригіналу за 15 лютого 2015. Процитовано 15 лютого 2015 р.
4. Трагедії в Пакистані й Австралії: висловлюємо щирі співчуття!. www.arraid.org. ВАГО «Альраід». 17.12.2014. Архів оригіналу за 15 лютого 2015. Процитовано 15 лютого 2015 р.
5. Пам'ятаємо про героїчні жертви вірних синів України. www.arraid.org. ВАГО «Альраід». 16.06.2014. Архів оригіналу за 16 лютого 2015. Процитовано 15 лютого 2015 р.
6. У Криму розпочали інформаційну війну проти мусульманських організацій. www.arraid.org. ВАГО «Альраід». 20.06.2014. Архів оригіналу за 17 лютого 2015. Процитовано 15 лютого 2015 р.
7. «Ми — відкрита громадська організація, нам нічого приховувати». www.arraid.org. ВАГО «Альраід». 24.06.2014. Архів оригіналу за 17 лютого 2015. Процитовано 15 лютого 2015 р.
8. Співчуваємо з приводу катастрофи літака на Донеччині. www.arraid.org. ВАГО «Альраід». 18.07.2014. Архів оригіналу за 16 лютого 2015. Процитовано 15 лютого 2015 р.
9. Вітання новообраному Президенту України. www.arraid.org. ВАГО «Альраід». 06.06.2014. Архів оригіналу за 16 лютого 2015. Процитовано 15 лютого 2015 р.
10. Життя не зміниться без нашого сприяння — хоча б завдяки участі у виборах. www.arraid.org. ВАГО «Альраід». 23.05.2014. Архів оригіналу за 17 лютого 2015. Процитовано 15 лютого 2015 р.
11. ЗВЕРНЕННЯ до кримськотатарського народу у зв'язку з 70-ми роковинами депортації. www.arraid.org. ВАГО «Альраід». 17.05.2014. Архів оригіналу за 16 лютого 2015. Процитовано 15 лютого 2015 р.
12. Біль турецьких шахтарів у надрах землі відгомоном звучить у глибинах наших сердець. www.arraid.org. ВАГО «Альраід». 14.05.2014. Архів оригіналу за 17 лютого 2015. Процитовано 15 лютого 2015 р.
13. Берегти своє життя і цінувати життя інших. www.arraid.org. ВАГО «Альраід». 04.05.2014. Архів оригіналу за 17 лютого 2015. Процитовано 15 лютого 2015 р.
14. Звернення до кандидатів у президенти України. www.arraid.org. ВАГО «Альраід». 09.04.2014. Архів оригіналу за 16 лютого 2015. Процитовано 15 лютого 2015 р.
15. Звернення до мусульман України і всього українського народу. www.arraid.org. ВАГО «Альраід». 27.02.2014. Архів оригіналу за 16 лютого 2015. Процитовано 15 лютого 2015 р.
16. Голова асоціації «Альраід» закликає зберегти самовладання і не піддаватися на провокації. www.arraid.org. ВАГО «Альраід». 19.02.2014. Архів оригіналу за 16 лютого 2015. Процитовано 15 лютого 2015 р.
17. Закликаємо припинити силові дії і розпочати конструктивний діалог. www.arraid.org. ВАГО «Альраід». 23.01.2014. Архів оригіналу за 16 лютого 2015. Процитовано 15 лютого 2015 р.
18. Звернення мусульманських організацій щодо ситуації в Україні. www.arraid.org. ВАГО «Альраід». 03.12.2013. Архів оригіналу за 17 лютого 2015. Процитовано 15 лютого 2015 р.
19. Звернення у зв’язку з підпалами мечетей у Криму. www.arraid.org. ВАГО «Альраід». 18.10.2013. Архів оригіналу за 17 лютого 2015. Процитовано 15 лютого 2015 р.
20. Звернення з приводу другої річниці сирійської революції. www.arraid.org. ВАГО «Альраід». 15.03.2013. Архів оригіналу за 16 лютого 2015. Процитовано 15 лютого 2015 р.
21. Звернення щодо терористичного акту в Бостоні. www.arraid.org. ВАГО «Альраід». 17.04.2013. Архів оригіналу за 16 лютого 2015. Процитовано 15 лютого 2015 р.
22. Звернення до кримськотатарського народу у зв'язку з 69-ми роковинами депортації. www.arraid.org. ВАГО «Альраід». 17.05.2013. Архів оригіналу за 16 лютого 2015. Процитовано 15 лютого 2015 р.